# イヌノシタ
イヌノシタ（学名：Cynoglossus robustus）は、カレイ目ウシノシタ科に属する魚類の一種。

## 分布
黄海から南シナ海に分布する。日本では南日本の海域に分布する。

## 特徴
体長40cm。体は平たい長楕円形で、吻の前縁がややとがる。背鰭は122-138軟条、臀鰭は93-107軟条。有眼側には2本の側線がある。
和名は、その姿がイヌの舌のようにみえることに由来する。

## 近縁種
- ニシイヌノシタ  Cynoglossus gilchristi Regan, 1920

南アフリカ東岸、西インド洋に分布。
- アフリカイヌノシタ  Cynoglossus capensis (Kaup, 1858)

ナミビア、南アフリカに分布。
- テンジクイヌノシタ  Cynoglossus arel (Bloch et Schneider, 1801)

西太平洋、インド洋に分布。
- オオシタビラメ  Cynoglossus bilineatus (Lacepede, 1802)

西太平洋、インド洋に分布。
- アカシタビラメ  Cynoglossus joyneri Günther, 1878

日本沿岸、黄海、東シナ海に分布。
- ミナミアカシタビラメ  Cynoglossus itinus (Snyder, 1909)

静岡県以南、南シナ海に分布。
- ゲンコ  Cynoglossus interruptus Günther, 1880

北海道南部から東・南シナ海に分布。
- ヒレグロゲンコ  Cynoglossus nigropinnatus Ochiai, 1963

熊野灘、土佐湾、東シナ海、トンキン湾に分布。